# Trondes
Trondes ist eine französische Gemeinde mit 521 Einwohnern (Stand: 1. Januar 2022) im Département Meurthe-et-Moselle in der Region Grand Est (vor 2016 Lothringen). Sie gehört zum Arrondissement Toul und zum Kanton Le Nord-Toulois. Die Einwohner werden Trondards genannt.

## Geografie
Trondes liegt etwa zwölf Kilometer westnordwestlich von Nancy an der Grenze zum Département Meuse. Nachbargemeinden sind Boucq im Norden, Royaumeix im Norden und Nordosten, Lagney im Nordosten, Lucey im Osten, Laneuveville-derrière-Foug im Osten und Südosten, Foug im Süden, Pagny-sur-Meuse im Süden und Südwesten sowie Troussey im Westen.    

## Bevölkerungsentwicklung
| Jahr                       | 1962 | 1968 | 1975 | 1982 | 1990 | 1999 | 2006 | 2019 |
| Einwohner                  | 396  | 362  | 341  | 393  | 470  | 497  | 522  | 530  |
| Quellen: Cassini und INSEE |      |      |      |      |      |      |      |      |

## Sehenswürdigkeiten
- Kirche Saint-Élophe aus dem 15. Jahrhundert
- Festung, 1875 bis 1878 errichtet